# Liebestreue

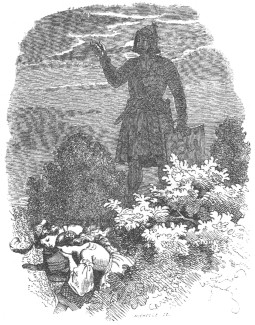
Illustration von Ludwig Richter

Liebestreue oder Das Märchen à la Malbrouk ist ein Märchen im dritten Band von Johann Karl August Musäus’ Volksmährchen der Deutschen, 1784.

## Inhalt
Jutta von Oldenburg gelobt sich mit ihrem Mann, Graf Heinrich der Wackere zu Hallermünd, Treue über den Tod hinaus. Er will sie sonst als Geist daran erinnern, sie steckt einen seidenen Liebesknoten in ihr goldenes Halsgeschmeide. Dann muss er seinem Schwager im Krieg beistehen und fällt. Immer wieder muss Page Irwin ihr seinen Heldentod erzählen und begleitet sie täglich zum Grabmal, das sie bauen lässt. Dann verlieben sie sich. Der Probst zu Eldagsen besorgt für Geld die bischöfliche Erlaubnis zur Neuvermählung. Doch bei der Hochzeit spukt es, die Braut sinkt plötzlich tot hin.

## Herkunft
Die Herrschernamen der Grafschaft Oldenburg und Grafschaft Hallermund scheinen erfunden zu sein. Laut Harlinda Lox ist die antike Witwe von Ephesus Vorlage. Das Ende soll aus Zachariäs Märchen Von einer untreuen Braut, die der Teufel holen sollen in Zwey schöne neue Mährlein stammen. Irwin und die Gräfin tauschen Liebesgedichte, sprechen allegorisch von Trauben und Rosen. Der korrupte Klerus ist auch Thema in Musäus’ Melechsala. Ein „blaues Flämmlein“ zeigt den Spuk an, vgl. Grimms Das blaue Licht, Bechsteins Das blaue Flämmchen.